# Psilomallus hippolytes
Psilomallus hippolytes is een eenoogkreeftjessoort, de plaatsing in een familie is nog onzeker. De wetenschappelijke naam van de soort is voor het eerst geldig gepubliceerd in 1863 door Kroyer.